# Grundnahrungsmittel
Als Grundnahrungsmittel, synonym und rechtlich klarer auch Grundlebensmittel, werden die Nahrungs- bzw. Lebensmittel bezeichnet, die in der jeweiligen Kultur die Grundversorgung mit lebenswichtigen Nährstoffen für die menschliche Ernährung sicherstellen. Das sind neben pflanzlichen Lebensmitteln auch tierische Lebensmittel wie Fleisch, Fleischprodukte, Milch, Milchprodukte, Fisch, Geflügel und Eier. Sie sichern die Grundversorgung mit Proteinen, Kohlenhydraten und Fetten.
Zu den weltweit wichtigsten pflanzlichen Grundnahrungsmitteln gehören Getreide wie Weizen, Reis, Speicherwurzeln (Knollen, Rhizomen) wie Kartoffeln oder Yams, Hülsenfrüchte wie Linsen und Bohnen und Früchte wie Weintrauben und Oliven. Solche Grundnahrungsmittel stellen die Grundversorgung mit Makronährstoffen wie Kohlenhydraten, Proteinen und Fett sicher, nicht jedoch unbedingt eine ausreichende Versorgung mit Mikronährstoffen wie Vitaminen und Mineralstoffen.

## Pflanzliche Nahrungsmittel

### Getreide und Pseudogetreide
- Weizen, der zusammen mit Mais und Reis das meistangebaute Getreide der Welt ist, ist für Menschen in vielen Ländern als Brotgetreide ein Grundnahrungsmittel. Weizen mit niedrigem Proteingehalt und damit ungenügender Backfähigkeit findet als Futtermittel in der Nutztierhaltung Verwendung.  Hartweizen ist besonders für die Herstellung von Teigwaren (Hartweizengrieß) geeignet.
- Roggen wird besonders in Nord-, Mittel- und Osteuropa als Brotgetreide verwendet. Der vergleichsweise hohe Lysinanteil macht Roggen zu einem wichtigen Bestandteil einer ausgewogenen Ernährung.
- Reis ist das traditionelle Grundnahrungsmittel der chinesischen, japanischen sowie der koreanischen Küche. Durch die Polierung des braunen Reises und den Siegeszug des weißen Reises (siehe Kleie) haben sich Vitaminmangelkrankheiten wie etwa Beri-Beri in großem Ausmaß verbreitet und betrafen vor allem die ärmeren Bevölkerungsteile. Diese Mangelerscheinungen waren 1912 der Anlass für die Entdeckung der Vitamine.
- Unterschiedliche Hirsearten sind in vielen Gebieten Afrikas und Asiens die Hauptnahrungsmittel.
- Mais wird heute weltweit angebaut und ist in vielen Ländern ein Grundnahrungsmittel, vor allem in Afrika.
- Quinoa aus der Gruppe der Pseudogetreide ist in Südamerika ein wichtiges Grundnahrungsmittel.
- Buchweizen enthält einen bedeutsamen Proteinanteil

### Wurzel- und Sprossknollen
- Kartoffeln. Ursprungsland der Kartoffel ist das Andenhochland im heutigen Peru, Chile und Bolivien. Der durch Trocknen aus Kartoffeln gewonnene, leichtgewichtige und gut transportierbare Chuño hat für den Andenraum eine vergleichbare kulturgeschichtliche Bedeutung wie das Brot für die Mittelmeerkulturen: Er wird als das für die Entwicklung des Andenraums zentrale Lebensmittel beschrieben, das die Entstehung präkolumbischer andiner Hochkulturen wie der von Tiwanaku und der Inka erst möglich gemacht hat. Nachdem die Kartoffel im 16. Jahrhundert über die Kanarischen Inseln nach Spanien und Frankreich gelangt war, sorgte Friedrich der Große in Preußen für die Verbreitung der Kartoffel, was in ganz Deutschland Anklang fand und bis nach Dänemark ausstrahlte. Während der Industrialisierung waren Obst und Gemüse für das Stadtproletariat praktisch unerreichbar. Gerade die Hauptnahrung Kartoffel lieferte neben der notwendigen Energie auch Spurenelemente und Vitamine (vor allem Vitamin C), wie es wohl kein anderes Hauptnahrungsmittel hätte tun können (Kulturgeschichte der Kartoffel).
- Batate (Süßkartoffel). Sie ist in Mittelamerika beheimatet; freigelassene afrikanische Sklaven brachten sie von Amerika nach Afrika. Heute wird sie in fast allen wärmeren Ländern der Tropen, Subtropen und gemäßigten Zonen der Erde angebaut. Der größte Batateproduzent der Welt ist China.
- Maniok wurde zuerst von den Ureinwohnern Südamerikas kultiviert und ist auch heute noch eine wichtige Ernährungsgrundlage in Brasilien. Maniok wird auch in Zentralafrika (Kamerun, Gabun, Kongo usw.) intensiv und gerne verwendet. Fufu oder Foutou ist ein Brei aus Maniok und Kochbananen, der in Ghana und ganz Westafrika den Hauptbestandteil vieler Gerichte bildet.
- Yams ist eine in den Tropen beheimatete Kletterpflanze, deren knollenartige Wurzeln aufgrund ihres Stärkegehaltes wie Kartoffeln als Nahrungsmittel dienen. Yams gehört zu den Grundnahrungsmitteln der westafrikanischen Küche.[3]

### Hülsenfrüchte
- Die Linse war im alten Ägypten eines der Grundnahrungsmittel und auch in Israel kannte man sie. Heute werden Linsen vor allem in Spanien, Russland, Chile, Argentinien, den USA, Kanada und Vorderasien angebaut. Allein in Indien sind über 50 Sorten verbreitet.
- Sojaprodukte sind heute Bestandteil vieler verarbeiteter Nahrungsmittel. Zur direkten menschlichen Ernährung dienen die frischen, grünen Hülsen der Sojabohne oder verschiedene Proteinprodukte wie Tofu und Sojasauce oder Sojamilch. Daneben gibt es weitere Zubereitungen wie Miso-Suppe oder Yuba. Sojaöl ist eines der wichtigsten Speiseöle, die Pressrückstände sind Bestandteil von Kraftfutter in der Nutztierhaltung.
- Die Erdnuss liefert wie Soja Öl und Proteine.
- Auch die Gartenbohne ist ein weit verbreiteter Proteinlieferant.
- Mungbohne, Urdbohne, Mattenbohne, Augenbohne und andere Bohnen der Gattung Vigna sind vor allem in Asien verbreitet und spielen dort eine wichtige Rolle.

## Herkunft
Die Ernährungs- und Landwirtschaftsorganisation der Vereinten Nationen (FAO) definiert verschiedene Weltregionen und ordnet die Herkunft von Grundnahrungsmitteln diesen zu.
- Chinesisch-Japanische Region (China, Korea, Japan)
  - Bambus, Hirse, Senf, Orange, Pfirsich, Reis, Sojabohne, Tee
- Indochinesische-Indonesische Region (Südostasien mit Indonesien)
  - Bambus, Banane, Kokosnuss, Grapefruit, Mango, Reis, Zuckerrohr, Yams
- Australische Region (Australien)
  - Macadamianuss
- Hindustani-Region (Indien, Bangladesch)
  - Banane, Bohne, Kichererbse, Zitrus, Gurke, Aubergine, Mango, Senf, Reis, Zuckerrohr
- „Zentralasien“ (Zentralasien, Iran, Pakistan)
  - Apfel, Aprikose, Bohne, Karotte, Weintraube, Melone, Zwiebel, Erbse, Birne, Pflaume, Roggen, Spinat, Walnuss, Weizen
- „Vorderasien“ (Vorderasien)
  - Mandel, Gerste, Feige, Traube, Linse, Melone, Erbse, Pistazie, Roggen, Weizen
- Mittelmeer-Region Mittelmeerraum
  - Rote Bete, Kohl, Sellerie, Ackerbohne, Traube, Salat, Hafer, Oliven, Rettich, Weizen
- Afrikanische Region (Afrika südlich der Sahara)
  - Kaffeebohne aus der afrikanischen Region, Hirse, Ölpalme, Okra, Sorghum, Teff, Weizen, Yams
- Europäisch-sibirische Region (Europa und Sibirien)
  - Apfel, Kirschen, Zichorie, Hopfen, Salat, Birne
- Südamerikanische Region (Südamerika)
  - Kakao, Maniok, Erdnuss, Limabohne, Papaya, Ananas, Kartoffel, Kürbis, Süßkartoffel, Tomate
- Mittelamerikanische und mexikanische Region (Mittelamerika, Mexiko)
  - Bohnen, Mais, Paprika, Kartoffeln, Kürbis
- Nordamerikanische Region (USA, Kanada)
  - Heidelbeere, Sonnenblume